# Samuel I. Hopkins
Samuel Isaac Hopkins (* 12. Dezember 1843 in Owensville, Prince George’s County, Maryland; † 15. Januar 1914 in Lynchburg, Virginia) war ein US-amerikanischer Politiker. Zwischen 1887 und 1889 vertrat er den Bundesstaat Virginia im US-Repräsentantenhaus.

## Leben
Samuel Hopkins zog noch während seiner Kindheit mit seinen Eltern in das Anne Arundel County, wo er die öffentlichen Schulen besuchte. Während des Bürgerkrieges diente er bis zu seiner Verwundung in der Schlacht von Gettysburg im Heer der Konföderation. Nach dem Krieg ließ er sich in Lynchburg nieder, wo er im Handel arbeitete. Politisch wurde er Mitglied der Labor Party.
Bei den Kongresswahlen des Jahres 1886 wurde Hopkins im sechsten Wahlbezirk von Virginia in das US-Repräsentantenhaus in Washington, D.C. gewählt, wo er am 4. März 1887 die Nachfolge von John W. Daniel antrat. Da er im Jahr 1888 auf eine erneute Kandidatur verzichtete, konnte er bis zum 3. März 1889 nur eine Legislaturperiode im Kongress absolvieren. Nach dem Ende seiner Zeit im US-Repräsentantenhaus arbeitete Samuel Hopkins wieder im Handel in Lynchburg. Dort ist er am 15. Januar 1914 auch verstorben.